# Çakırören
Çakırören ist ein Ortsteil (Mahalle) im Landkreis Karataş der türkischen Provinz Adana mit 358 Einwohnern (Stand: Ende 2024). Im Jahr 2011 hatte Çakırören 336 Einwohner.